# باربرا بوسورث
باربرا بوسورث (بالإنجليزية: Barbara Bosworth)‏ هي مصورة أمريكية، ولدت في 1953 في كليفلاند في الولايات المتحدة.